# Dulovo, Teceu
Dulovo (în ucraineană Дулово) este o comună în raionul Teceu, regiunea Transcarpatia, Ucraina, formată numai din satul de reședință.

## Demografie
Componența lingvistică a comunei Dulovo
     Ucraineană (99,63%)
     Alte limbi (0,37%)
Conform recensământului din 2001, majoritatea populației comunei Dulovo era vorbitoare de ucraineană (99,63%), existând în minoritate și vorbitori de alte limbi.